# Nathan Kuta
Nathan Kuta (28 aprile 2000) è un cestista olandese con cittadinanza belga.